# Melolonthinae

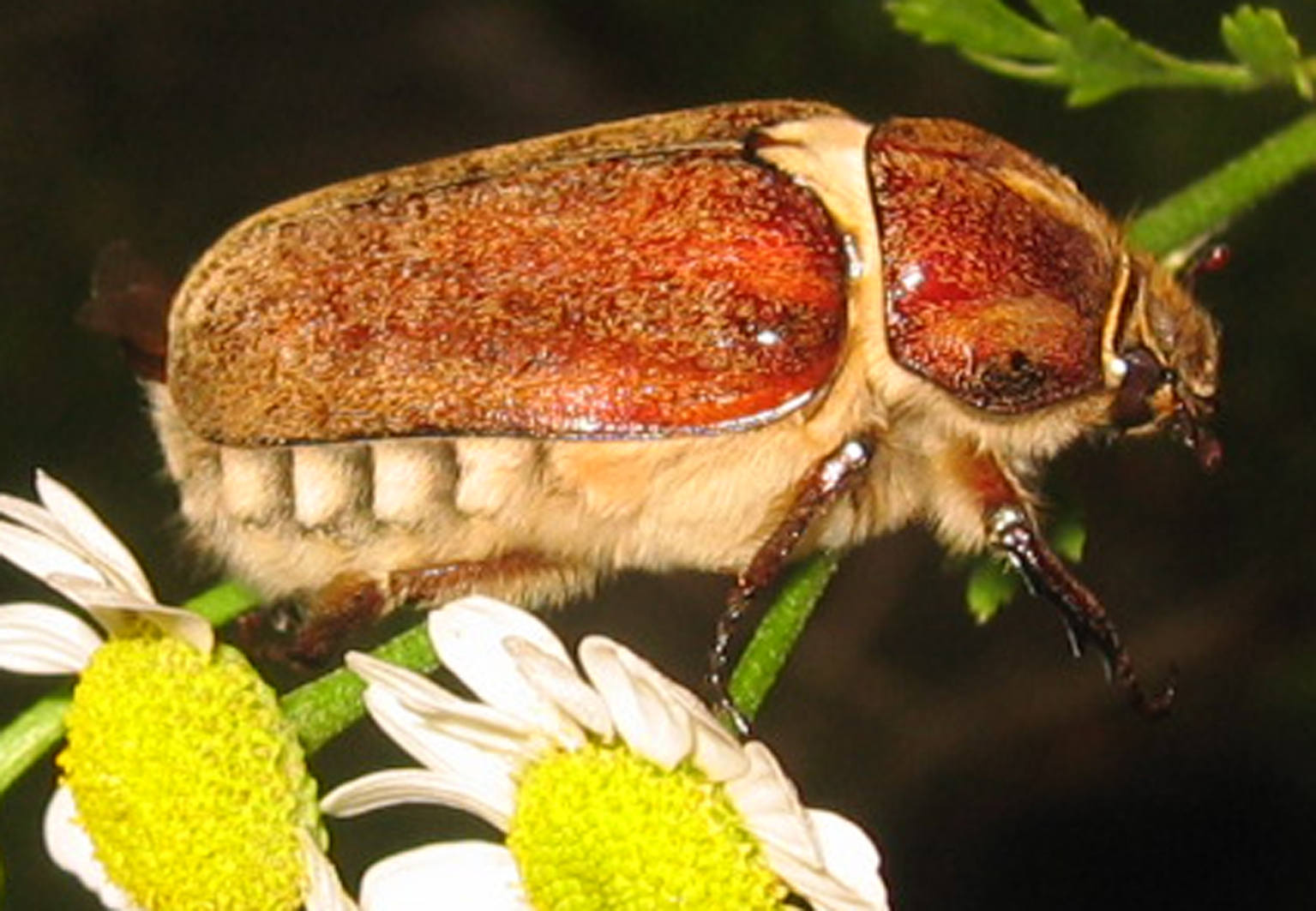
Anoxia villosa

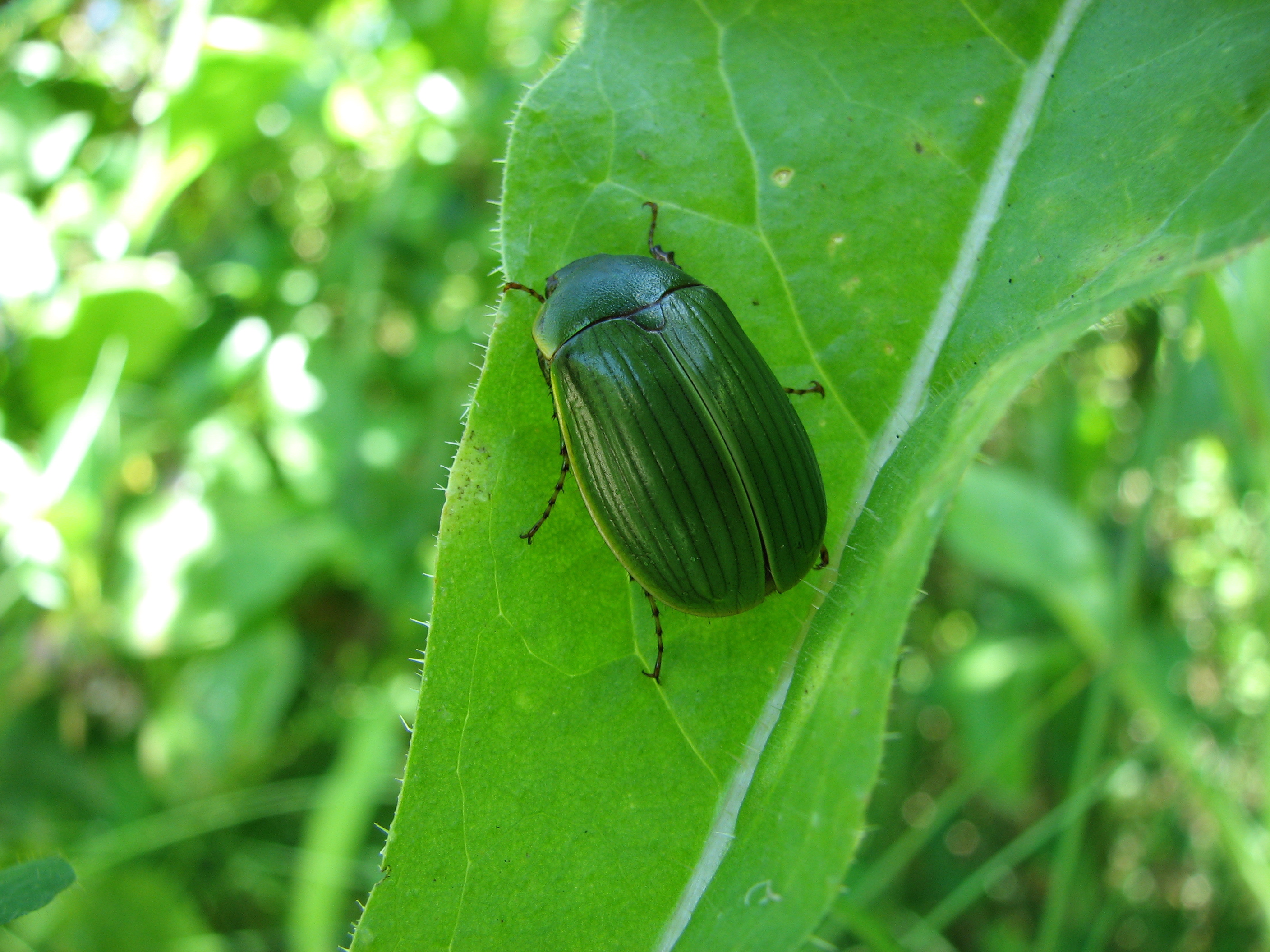
Stethaspis sp.

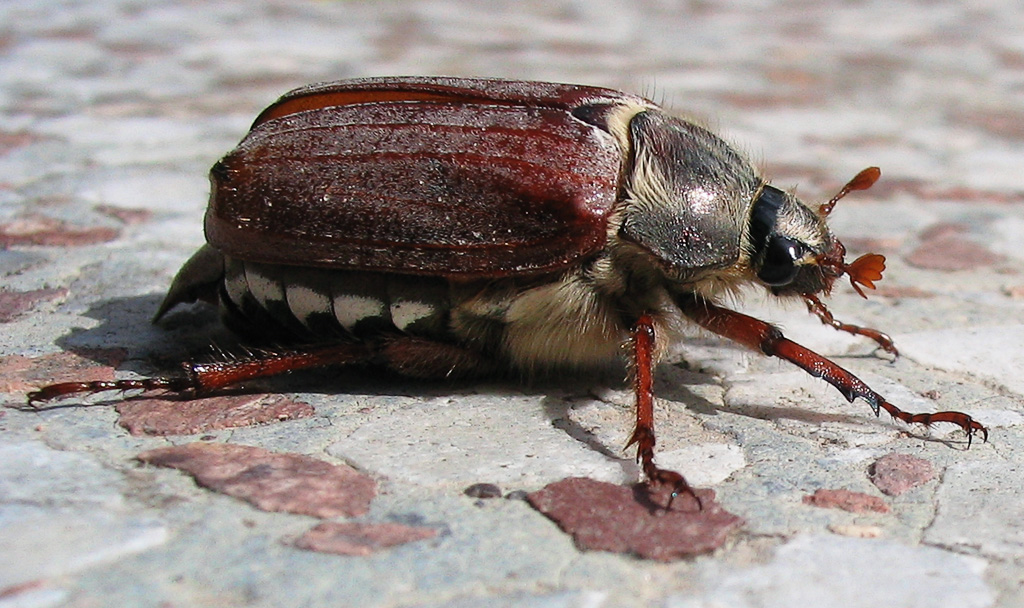
Feldmaikäfer (Melolontha melolontha)

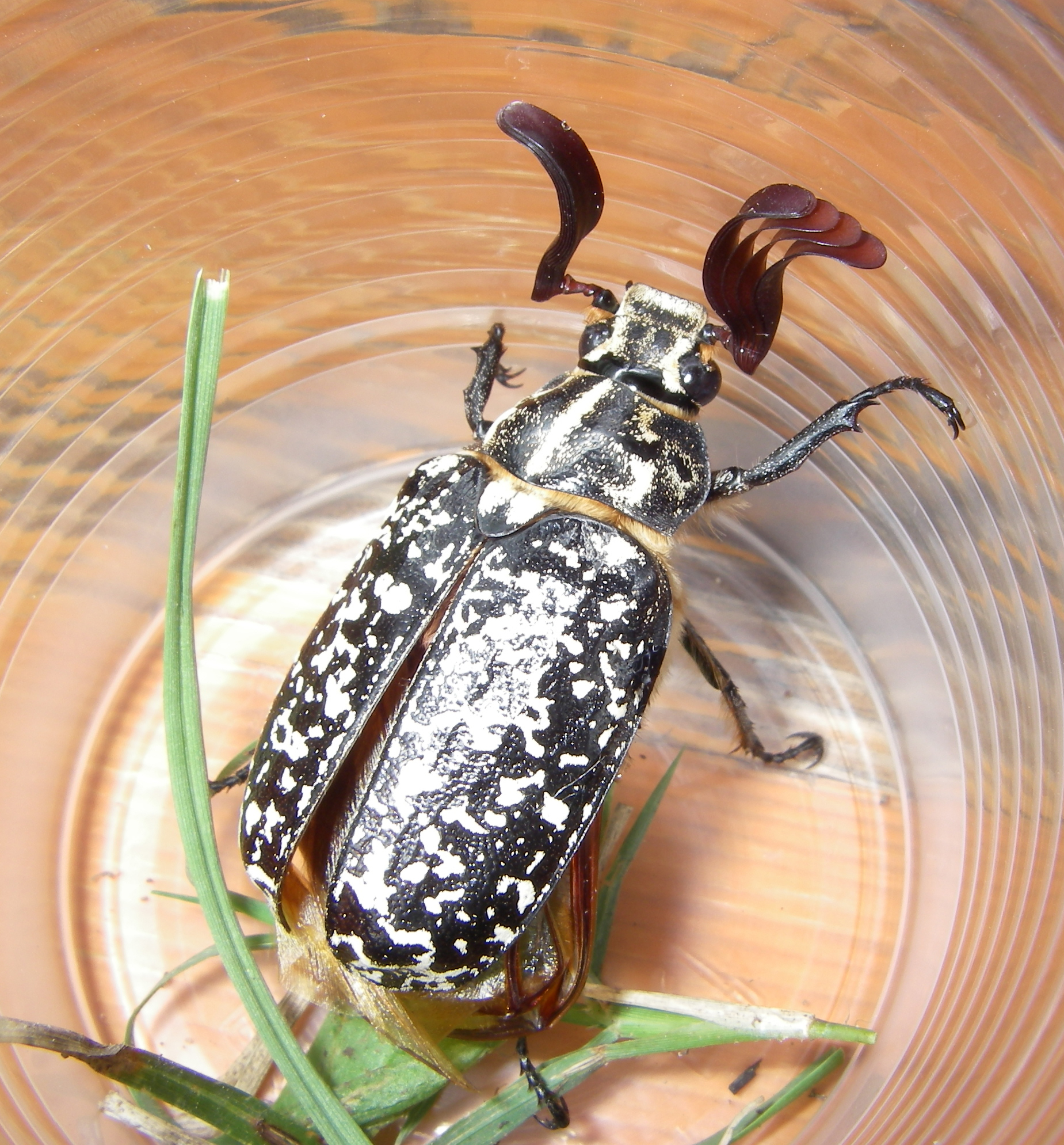
Männchen der Käferart Walker (Polyphylla fullo)

Die Melolonthinae sind eine Unterfamilie der Blatthornkäfer.

## Merkmale
Melolonthinae sind als Imagines zwischen 3 und 60 Millimeter lang. Sie sind in der Regel rötlich braun bis schwarz gefärbt, einige Arten haben einen bläulichen oder grünlichen metallischen Schimmer, eine auffallende Schuppenzeichnung oder sind dicht behaart. Der Kopf ist normalerweise unbewehrt ohne hornartige Fortsätze, auch das Pronotum trägt niemals Hörner. Die Mandibeln sind normalerweise gut entwickelt, sie sind bei Ansicht von oben verdeckt und nicht sichtbar. Auch die Einlenkungsstelle der Antennen ist bei Ansicht von oben nicht sichtbar. Die Antennen sind sieben- bis zehnsegmentig (ausnahmsweise elf), ihre drei bis sieben äußeren Glieder sind in eine glatte, unbehaarte oder wenig behaarte Blätterkeule verbreitert, indem die Glieder einen einseitigen, lamellenförmigen Fortsatz tragen. Die Blätter der Keule können lückenlos zu einem geschlossenen Umriss aneinandergelegt werden. Das Scutellum ist freiliegend und sichtbar. Die Klauenglieder der Mittel- und Hinterbeine sind fast immer abgewandelt, sie können längs gespalten oder einfach bzw. kammförmig gezähnt sein. Beide Klauen der Hinterbeine sind dabei gleich lang, selten ist nur eine Klaue vorhanden (Unterschied zu den Rutelinae). Die Stigmen des Hinterleibs sind normalerweise an den Segmenten eins bis sieben ausgeprägt (seltener einige reduziert), sie sitzen in der Regel in den seitlichen Membranen zwischen Tergiten und Sterniten („Pleurosticti“), ein Paar ist normalerweise freiliegend und nicht von den Elytren verdeckt. Am Hinterleib sind normalerweise fünf oder sechs Sternite sichtbar (die der ersten beiden Segmente sind verborgen oder rückgebildet), sie sind in der Regel miteinander fusioniert, meist sind aber an den Seiten noch Nähte erkennbar. Der sechste Sternit kann in den Hinterleib eingezogen und vom fünften verdeckt sein. Die Sternite des Hinterleibs sind auf ganzer Breite etwa gleich breit und nicht entlang der Mittelachse verschmälert (wie bei den Scarabaeinae). Der Sexualdimorphismus zwischen den Geschlechtern ist normalerweise nicht sehr ausgeprägt, Männchen können in der Form des Hinterleibs differieren und längere Tarsenglieder bzw. Keulenglieder der Antennen besitzen.

## Biologie und Lebensweise
Sowohl Imagines als auch Larven fast aller Arten sind Pflanzenfresser. Bei einigen Arten nehmen die Imagines gar keine Nahrung mehr auf. Die meisten Larven leben unterirdisch und fressen an Wurzeln. Imagines fressen zum Beispiel an Blättern von Laubbäumen (wo sie Kahlfraß verursachen können), eine Reihe von Arten sind Blütenbesucher und fressen Pollen. Diese sind oft tagaktiv, während allen anderen Gruppen überwiegend nachtaktiv sind.

## Melolonthinae und Mensch
Einige Melolonthinae wie der Maikäfer oder der Gerippte Brachkäfer sind wichtige Vertreter in der Literatur und Volkskultur.

## Ökonomische Bedeutung
Diverse Vertreter der Unterfamilie sind wirtschaftlich bedeutende Schädlinge. Beispiele sind etwa die Gattung Phyllophaga in Nordamerika oder die Maikäfer (Gattung Melolontha) in Europa.

## Systematik
Die Melolonthinae sind die artenreichste Unterfamilie der Scarabaeidae. Sie umfassen ungefähr 11.000 Arten in 750 Gattungen weltweit (Stand: 1992), wobei von zahlreichen noch unbeschriebenen Arten, insbesondere in den Tropen, ausgegangen wird.
Die Unterfamilie ist taxonomisch lange Zeit nicht mehr umfassend bearbeitet (revidiert) worden, eine aktuelle phylogenomische Untersuchung (Untersuchungen der Verwandtschaftsverhältnisse anhand des Vergleichs homologer DNA-Sequenzen) konnte ihre Monophylie nicht bestätigen. Die Melolonthinae werden von unterschiedlichen Autoren unterschiedlich umschrieben und abgegrenzt, auch über ihren Rang (als Familie oder Unterfamilie) besteht keine Einigkeit.
Den bisherigen Erkenntnissen zufolge gehören die Melolonthinae zu einer artenreichen Klade vorwiegend pflanzenfressender Scarabaeoidea, die von den älteren Autoren, Wilhelm Ferdinand Erichson folgend, (nach der Lage der Stigmata am Abdomen) als „Pleurosticti“ bezeichnet wird, und ist verwandt mit den Rutelinae, Dynastinae und Cetoniinae. Dies wurde auch durch die molekularen Analysen so bestätigt, die allerdings die Monophylie der Melolonthinae nicht bestätigen konnten oder sogar Hinweise auf ihre Paraphylie erbrachten. Obwohl also über die generelle Einordnung Einigkeit herrscht, ist die Abgrenzung im Detail verworren.
Die folgende Aufteilung in Tribus orientiert sich an Patrice Bouchard und Kollegen und kommt einem Konsensus gegenwärtig wohl am Nächsten (Stand: 2015). Zahlreiche Autoren vertreten allerdings andere Auffassungen. Die Systematik muss anhand der neueren Erkenntnisse überarbeitet werden, so dass hier zukünftig zahlreiche Änderungen zu erwarten sind.
| - Ablaberini Blanchard, 1850 - Automoliini Britton, 1978 - Chasmatopterini Lacordaire, 1856 - Colymbomorphini Blanchard, 1850 - Comophorinini Britton, 1957 - Dichelonychini Burmeister, 1855 - Diphucephalini Laporte, 1840 - Diphycerini Medvedev, 1952 - Diplotaxini Kirby, 1837 - Euchirini Hope, 1840 - Heteronychini Lacordaire, 1856 - Hopliini Latreille, 1829 - Lichniini Burmeister, 1844 - Liparetrini Burmeister, 1855 - Macrodactylini Kirby, 1837 | - Maechidiini Burmeister, 1855 - Melolonthini Leach in Samouelle, 1819 - Oncerini LeConte, 1861 - Pachydemini Reitter, 1902 - Pachypodini Erichson, 1840 - Pachytrichini Burmeister, 1855 - Phyllotocidiini Britton, 1957 - Podolasiini Howden, 1997 - Scitalini Britton, 1957 - Sericini Kirby, 1837 - Sericoidini Erichson, 1847 - Stethaspini Burmeister, 1855 (syn. Xylonychini Britton, 1957) - Systellopini Sharp, 1902 - Tanyproctini Erichson, 1847 |

## Arten (Auswahl)
- Amphimallon assimile
- Amphimallon atrum
- Amphimallon burmeisteri
- Amphimallon majale
- Amphimallon ochraceum
- Amphimallon ruficorne
- Amphimallon solstitiale – Gerippter Brachkäfer
- Anoxia orientalis
- Anoxia villosa
- Aplidia transversa
- Holochelus aequinoctialis – Rotbrauner Brachkäfer
- Hoplia argentea – Goldstaub-Laubkäfer
- Hoplia graminicola
- Hoplia praticola
- Hoplia philanthus
- Maladera holosericea - Dunkler Seidenkäfer
- Melolontha hippocastani – Waldmaikäfer
- Melolontha melolontha – Feldmaikäfer
- Melolontha pectoralis
- Omaloplia nigromarginata
- Omaloplia ruricola – Gerändeter Laubkäfer
- Omaloplia spireae – Sibirischer Spierstaudenkäfer
- Polyphylla fullo – Walker
- Pyronota festiva – Manuka-Käfer
- Rhizotrogus aestivus – Gelbbrauner Brachkäfer
- Rhizotrogus cicatricosus
- Rhizotrogus marginipes
- Serica brunnea – Rotbrauner Laubkäfer